# Памятник Дмитрию Солунскому
Памятник Святому великомученику Дмитрию Солунскому установлен в городе Камышине Волгоградской области России. Скульптор — заслуженный художник России Сергей Щербаков.

## История
Город Камышин носил до конца XVIII века имя Дмитриевск — в честь святого великомученика Димитрия Солунского Мироточивого. Святой великомученик Дмитрий Солунский считается небесным покровителем города Камышина. Ежегодно 8 ноября отмечается, как День памяти Святого. По преданию, Дмитрий Солунский спас Дмитриевск от татар, ослепил их воинов и велел не трогать город. С 2007 года в городе предполагалось соорудить памятник святому, однако разногласия по месту установки не позволили завершить проект.
8 ноября 2013 года в городе на Комсомольской площади состоялось открытие памятника святому. Автором монумента был волгоградский скульптор, заслуженный художник России Сергей Александрович Щербаков. Эскиз памятника обсуждался в СМИ, согласовывался с главой Волгоградской митрополии Владыкой Германом. Средства на создание и установку, выделенные в рамках федерального проекта, составили около 11 миллионов рублей. После завершения церемонии открытия местные казаки возглавили большой крестный ход.

## Описание
Общая высота скульптуры превышает 17 метров. 4-метровая фигура Дмитрия Солунского поставлена на колонну-постамент высотой свыше 13 метров. Святой изображен в образе воина с мечом в одной руке, крестов в другой руке и нимбом над головой. На основании памятника на барельефе в виде свитка выполнена надпись: «Святой великомученик Дмитрий Солунский небесный покровитель города». Памятник установлен на Комсомольской площади по проекту реконструкции центра города. Средства на сооружение памятника, около 11 миллионов рублей, выделены в рамках федерального проекта.
В разработке проекта и установке памятника принимали участие скульптор Сергей Щербаков, директору компании «Грандстрой», депутат Камышинской городской Думы Юрий Корбаков, организация «Приволжтрансстрой» и её директор Владимир Иващенко, главный архитектор города Александр Главатских.